# Соколов, Александр Александрович (партийный деятель)
Алекса́ндр Алекса́ндрович Соколо́в (13 июня 1930 года, Нижний Новгород, РСФСР, СССР — 8 апреля 2014 года, Нижний Новгород) — советский партийный и государственный деятель, председатель Горьковского облисполкома (1986—91 гг.). Почётный гражданин Нижегородской области и Почётный гражданин Нижнего Новгорода.

## Биография
Родился 13 июня 1930 года, в городе Нижнем Новгороде, в семье специалиста по дизелям. Дедушка — Пётр Александрович Соколов, являлся одним из первых руководителей, стоявших у истоков становления Навашинского судостроительного завода. Жена — Соколова (Волкова) Нелли Борисовна (22 июня 1930 г. Балахна, Нижегородской области — 23 декабря 2005 г. Нижний Новгород) — заслуженный врач РСФСР (02.12.1985), всю свою жизнь посвятила медицине.
В 1954 году окончил кораблестроительный факультет Горьковского политехнического института. Работал на заводе «Красное Сормово» где прошел путь от мастера до заместителя начальника цеха. Затем производственный рост сменился ростом по партийной линии. В 1956—1959 годах являлся заместителем секретаря парткома завода. В 1959 году становится вторым, а в 1961 году и первым секретарём Сормовского райкома КПСС города Горького.
С марта 1963 года работает первым заместителем председателя исполкома Горьковского городского Совета. С 1967 года — председатель исполкома. В качестве фактического главы города реализовал большое количество значимых для города проектов, среди них: строительство Автозаводской больницы № 40 и тридцати пяти поликлиник, строительство восьми общеобразовательных школ, строительство магистрали пр. Гагарина от Караваихи до Сельскохозяйственного института и Комсомольского шоссе.
В 1970 году под руководством А. А. Соколова город был награждён орденом Ленина.
В мае 1974 году избирается первым секретарём Горьковского горкома КПСС (до 1986 г.).
В 1985 году избран председателем исполкома Горьковского (позднее — Нижегородского) областного Совета народных депутатов. На этой должности он проработал до 1991 года. На этом посту много внимания уделял газификации городов и районов области, строительству дорог и развитию транспортного обеспечения районов области, жилищному строительству. Устранял последствия взрыва на железной дороге в Арзамасе. В это время сдан в эксплуатацию Мызинский мост через р. Оку. В годы управления А. А. Соколова Горький строил по 800 тысяч квадратных метров жилья ежегодно.
Являлся депутатом Верховного Совета РСФСР двух созывов.
Создал производственно-коммерческую фирму «Утро Лтд», которая стала учредителем АО «Печерское». На посту председателя Совета директоров АО «Печерское» обеспечил финансирование окончания строительства крупнейшего в городе и области хлебокомбината, а в августе 1997 г. ввёл этот объект в эксплуатацию.
Скончался 8 апреля 2014 года. Похоронен на Красном кладбище.

## Награды и звания
Награждён орденом Октябрьской Революции, четырьмя орденами Трудового Красного Знамени, медалями. Лауреат Государственной премии СССР и премии Совета Министров СССР.
В 1998 г. А. А. Соколову присвоено звание Почётного гражданина Нижнего Новгорода.
В 1999 г. Александру Александровичу Соколову присвоено звание Почётного гражданина Нижегородской области.